# Metro (franquicia)
Metro (en ruso: Метро) es una franquicia de novelas y videojuegos, que comenzó con el lanzamiento de la novela de Dmitry Glukhovsky's Metro 2033 en 2005. Aunque comenzó en Rusia, el proyecto goza de gran popularidad en Polonia, Rumania, Hungría, Ucrania y Alemania. El estudio ucraniano 4A Games había desarrollado cuatro títulos ambientados en el universo: Metro 2033 (2010), Metro: Last Light. (2013), Metro: Redux (2014) y Metro Exodus (2019).
Todas las historias de Metro que conforman el Universo de Metro 2033 comparten el mismo escenario: el mundo ficticio de la novela original de Glukhovsky. Aunque sólo describía su propia visión de un post-apocalíptico Moscú, los libros del universo extendido tienen lugar en una gran variedad de áreas diferentes. Entre ellos se encuentran: Moscú, San Petersburgo, Óblast de Leningrado, Nizhny Novgorod, Oblast de Tver, Oblast de Moscú, Península de Kola, Rostov del Don, Samara, Novosibirsk, Yekaterinburgo, y Kaliningrado. Algunos de los libros de la serie están ambientados en otros lugares fuera de Rusia, como Ucrania, Bielorrusia, Reino Unido, Italia, Polonia y Antártida.

## Universo de metro
En 2013 hay una guerra nuclear (la tercera guerra mundial) y la población superviviente de Moscú decide resguardarse en el subsuelo, dentro del metro moscovita distribuyéndose por los kilómetros de estaciones y túneles. Cada estación se ha organizado socialmente con diferentes estructuras de poder como ciudades estado y se mantiene un cierto orden con diferentes alianzas entre ellas.
Surgen diferentes grupos o facciones, "Guardianes del Orden", la facción comunista de la "Línea Roja" o los neonazis del Cuarto Reich. En el centro se encuentra la Polis, la cual está formada por cuatro estaciones consideradas la "arteria principal" por su localización y enlaces con otras líneas, y la Hansa, la cual controla las principales estaciones de la Línea Circular y su economía.
A medida que estas "Estaciones Estado" se desarrollan, surgen los conflictos entre otras como la Línea Roja y el Cuarto Reich, los cuales buscan imponer su supremacía sobre el otro sin importar el coste, incluyendo las otras estaciones que buscan mantenerse neutrales, algunas son demolidas y otras pretenden unirse a la Hansa. Otras tantas deben hacer frente al problema de la superficie, de la cual proceden varios animales mutados por la radiación y que acechan por todas partes a sus presas, en este caso: humanos. Otros peligros son un grupo de mutantes conocidos como "Oscuros" o "Negros". Son humanos que tras ser expuestos a la radiación a largo plazo, su piel se oscurece y desarrollan mutaciones además de la aparente habilidad para manipular la mente de los supervivientes del metro.
Los stalkers (en ruso: сталкеры ) son arriesgados aventureros que a veces suben a la ciudad destruida en busca de objetos útiles como comida, armas o medicamentos y venderlos por balas fabricadas antes de la guerra o intercambiarlos por otros objetos.
Si bien es cierto que la mayor parte de la red metropolitana está controlada por estas mencionadas facciones, otras tantas estaciones, las que no han sido abandonadas o destruidas, forman alianzas independientes, siendo VNDKh una de ellas y en la que empieza la historia.

## Novelas

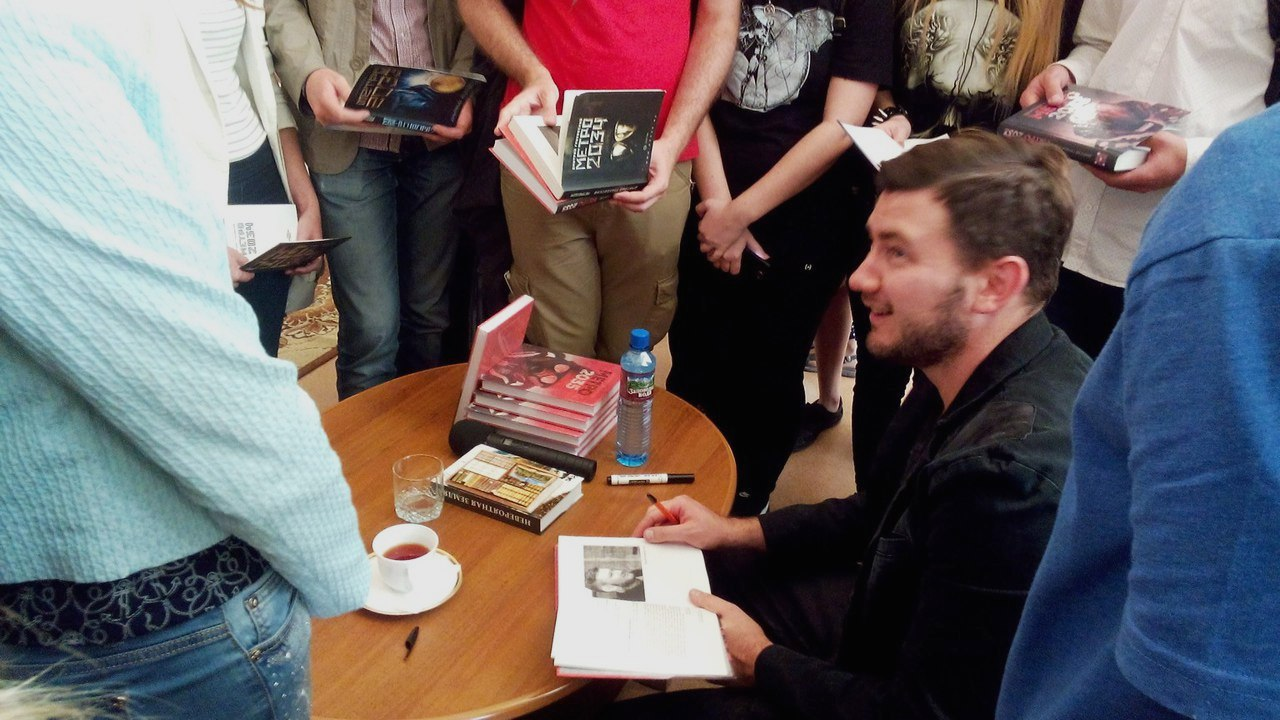
Glujovski en la presentación del libro Metro 2035 en Krasnoyarsk en 2015.

La franquicia consiste de tres novelas principales escritas por Dmitri Glujovski:
- Metro 2033 (en ruso: Метро 2033): es una novela posapocalíptica escrita por Dmitri Glujovski ambientada en el Metro de Moscú donde los supervivientes se ocultan después de una guerra nuclear.[4] Se publicó por primera vez en 2005 en Rusia. La novela ha servido de inicio a la franquicia inspirando a miles de historias, decenas de libros y varios videojuegos. En 2010 se vendieron 500.000 ejemplares del libro solo en Rusia y en 2012 había vendido más de un millón de libros.[5][6]|col2=}} Cerca de 2 millones de internautas leyeron la novela en el sitio web oficial antes de ponerse a la venta la edición impresa.[7] El libro se ha editado hasta el 2012 en los idiomas: inglés, alemán, español, francés, portugués, italiano, griego, sueco, danés, holandés, finlandés, noruego, lituano, checo, estonio, polaco, esloveno, búlgaro, húngaro, serbio, croata, georgiano, persa, japonés o turco.[8]
- Metro 2034 (en ruso: Метро 2034): es la sucesión de Metro 2033, publicada originalmente en Rusia en 2009, fue traducida al español al año siguiente. La novela fue bien recibida tanto por la crítica como por el público. El libro fue muy popular en Rusia, donde ha vendido unos 300.000 ejemplares en solo seis meses, lo que lo convierte en el mayor best-seller local de Rusia en 2009. El libro también se ha publicado de forma gratuita en la página web oficial de Metro 2034, donde más de un millón de visitantes han leído el texto.[9]
- Metro 2035 (en ruso: Метро 2035): es una novela post-apocalíptica de ciencia ficción que es la sucesión de Metro 2033 y Metro 2034 del autor ruso Dmitry Glukhovsky. Publicado originalmente en 2015, es una continuación de los primeros libros de Glukhovsky Metro 2033' y Metro 2034, y está parcialmente inspirado en el videojuego Metro: Last Light.[10][11]

## Videojuegos
Se creó un videojuego titulado Metro 2033 para las plataformas de juego 'Microsoft Windows y Xbox 360. Fue desarrollado por 4A Games en Ucrania y publicado en marzo de 2010 por THQ. Una secuela, Metro: Last Light, fue lanzada en mayo de 2013 en Microsoft Windows, Xbox 360 y PlayStation 3. Las versiones Redux de los juegos fueron lanzadas en 2014, con gráficos actualizados y jugabilidad con todos los juegos previamente lanzados contenido descargable incluidos. El paquete The Metro Redux fue lanzado para PC, Xbox One y PlayStation 4. Un tercer juego, Metro Exodus, fue lanzado en febrero de 2019.
| Metro 2033 | Metro 2033 | Publicación original: 16 de marzo de 2010 (Norteamérica) 19 de marzo de 2010 (Europa) 18 de noviembre de 2010 (Australia) | Xbox 360, Microsoft Windows, OS X (2014), Linux (2015) |
| Un videojuego de primera persona. Primer juego de la serie, desarrollado por 4A Games y publicado por THQ. Utiliza 4A Engine. |            | Publicación original: 16 de marzo de 2010 (Norteamérica) 19 de marzo de 2010 (Europa) 18 de noviembre de 2010 (Australia) |                                                        |

| Metro: Last Light | Metro: Last Light | Publicación original: 14 de mayo de 2013 (Norteamérica) 17 de mayo de 2013 (Europa) 16 de mayo de 2013 (Australia) | Xbox 360, PlayStation 3, Microsoft Windows, OS X, Linux |
| Una secuela para Metro 2033. Publicado por Deep Silver después de la bancarrota de THQ No era una adaptación de la novela Metro 2033 |                   | Publicación original: 14 de mayo de 2013 (Norteamérica) 17 de mayo de 2013 (Europa) 16 de mayo de 2013 (Australia) |                                                         |

| Metro Redux                                                                                 | Metro Redux | Publicación original: 26 de agosto de 2014 (Norteamérica) 29 de agosto de 2014 (Europa) 4 de septiembre de 2014 (Australia) | Microsoft Windows, PlayStation 4, Xbox One |
| Versión remasterizada de Metro 2033 y Metro: Last Light Se vendieron 1.5 millones de copias |             | Publicación original: 26 de agosto de 2014 (Norteamérica) 29 de agosto de 2014 (Europa) 4 de septiembre de 2014 (Australia) |                                            |

| Metro Exodus | Metro Exodus | Publicación original: 15 de febrero de 2019 (WW) | Microsoft Windows, PlayStation 4, Xbox One |
| Secuela de Metro: Last Light. El desarrollo del juego comenzó en 2014 en los estudios de 4A Games en Malta y Kiev. |              | Publicación original: 15 de febrero de 2019 (WW) |                                            |

## Otras novelas
El 'Universo de Metro 2033 (en ruso: Вселенная Метро 2033) es una serie de cuentos y novelas, que abarcan una variedad de géneros que van desde la acción post-apocalíptica hasta el romance, escritos por varios autores diferentes. A pesar de haber sido escritas por varios autores, las historias de la serie extendida Metro son todas apoyadas por Dmitry Glukhovsky.
| Autor                                | Título                                             | Localización | Fecha de publicación |
| ------------------------------------ | -------------------------------------------------- | --- | -------------------- |
| Vladimir Berezin                     | Road Signs                                         | Moscú, San Petersburgo, Óblast de Leningrado, Tver Oblast, Óblast de Moscú | Diciembre de 2009    |
| Sergey Antonov                       | Dark Tunnels                                       | Moscú | Enero de 2010        |
| Shimun Vrochek                       | Piter                                              | San Petersburgo, Óblast de Leningrado | Febrero de 2010      |
| Andrey Dyakov                        | Towards the Light                                  | San Petersburgo, Óblast de Leningrado | Junio de 2010        |
| Andrey Erpylev                       | The Yield by Force                                 | Moscú | Julio de 2010        |
| Sergey Kuznetsov                     | The Marble Paradise                                | Óblast de Moscú, Moscú | Agosto de 2010       |
| Suren Tsormudian                     | The Wanderer                                       | Moscú | Septiembre de 2010   |
| Andrey Butorin                       | The North                                          | Kola Peninsula, Murmansk | Octubre de 2010      |
| Sergey Antonov                       | In the Interests of the Revolution                 | Moscú | Noviembre de 2010    |
| Alexandr Shakilov                    | The War of Moles                                   | Kiev | Diciembre de 2010    |
| Ruslan Melnikov                      | Murancha                                           | Rostov on Don | Enero de 2011        |
| Sergey Paliy                         | The Nameless                                       | Samara | Febrero de 2011      |
| Sergey Moskvin                       | To See the Sun                                     | Novosibirsk | Marzo de 2011        |
| Andrey Grebenschikov                 | Beneath the Hell                                   | Yekaterinburg | Abril de 2011        |
| Anna Kalinkina                       | Ghost Station                                      | Moscú | Junio de 2011        |
| Andrey Dyakov                        | Into the Darkness                                  | Óblast de Leningrado, San Petersburgo | Junio de 2011        |
| Sergey Zaytsev                       | Corpsmen                                           | Moscú | Agosto de 2011       |
| Grant McMaster                       | Britannia                                          | Glasgow, Escocia, Inglaterra, Carlisle, York, Conisbrough, Doncaster, Sheffield, Chesterfield, Leicester, Londres | Septiembre de 2011   |
| Igor Vardunas                        | Ice Prison                                         | Mar Báltico, La Manche, Océano Atlántico, África, Antártida | Octubre de 2011      |
| Andrey Butorin                       | The Siege of the Paradise                          | Península de Kola, Polyarnye Zori | Noviembre de 2011    |
| Residents of Metro 2033 website      | The Last Refuge                                    | Moscú, San Petersburgo, Óblast de Moscú, Novosibirsk, Yekaterinburg, Nizhny Novgorod, Krasnodar, Biisk, Sochi | Diciembre de 2011    |
| Sergey Antonov                       | Unburied                                           | Moscú | Enero de 2012        |
| Andrey Chernetsov, Valentin Lezhenda | Blinding Emptiness                                 | Moscú, Járkov | Enero de 2012        |
| Tullio Avoledo                       | Le radici del cielo ("Roots of Heaven")            | Roma, Lazio, Torrita Tiberina, Umbría, Marzo dee, Urbino, Emilia Romagna, Rímini, Santarcangelo di Romagna, Ravenna, Véneto, Venecia                                                                                             | Marzo de 2012        |
| Anna Kalinkina                       | The Kingdom of Rats                                | Moscú | Marzo de 2012        |
| Zahar Petrov                         | MRLs                                               | Minsk | Mayo de 2012         |
| Suren Tsormudyan                     | Ancestral Heritage                                 | Kaliningrad | Julio de 2012        |
| Denis Shabalov                       | The Right to Force                                 | Serdobsk | Agosto de 2012       |
| Timothy Kalashnikov                  | Wrong Side of the World                            | Moscú | Septiembre de 2012   |
| Sergey Moskvin                       | Hunger                                             | Novaya Zemlya | Octubre de 2012      |
| Irina Baranova, Constantine Benev    | Witness                                            | San Petersburgo | Noviembre de 2012    |
| Andrey Butorin                       | The Daughter of the Heavenly Spirit                | Kola Peninsula, Murmansk | Diciembre de 2012    |
| Andrey Dyakov                        | Over the Horizon                                   | San Petersburgo, Leningrad, Vologda, Cherepovets, Yaroslavl Oblast, Rybinsk, Yaroslavl, Ivanovo Oblast, Tatarstan, Kazan, Bashkortostan, Beloretsk, Yamantau, Orenburg Oblast, Dagestan, Kaspiysk, Krai de Primorie, Vladivostok | Enero de 2013        |
| Denis Shabolov                       | Right to Life                                      | Serdobsk, Penza Oblast, Mordovia, Tatarstan, Mari El, Komi Republic, Kirov oblast | Marzo de 2013        |
| Tullio Avoledo                       | La crociata dei bambini ("The Children's Crusade") | Milán | Marzo de 2014        |
| Paweł Majka                          | Dzielnica obiecana ("The Promised District")       | Nowa Huta, Kraków, Polonia | Agosto de 2014       |
| Robert J. Szmidt                     | Otchłań (Abyss)                                    | Breslavia | Agosto de 2015       |
| Sergey Semyonov                      | Aliens eyes                                        | Nizhny Novgorod | Diciembre de 2015    |
| Robert J. Szmidt                     | Wieża (Tower)                                      | Breslavia | Mayo de 2016         |
| Paweł Majka                          | Człowiek obiecany (The Promised Man)               | Kraków | Noviembre de 2016    |
| Artur Chmielewski                    | Achromatopsja (Achromatopsia)                      | Varsovia | Marzo de 2017        |

## Traducciones
La Mayoría de las obras escritas de la serie fueron publicadas originalmente en Rusia. Algunos libros del universo de Metro 2033, como Piter Hacia la luz y Hacia la oscuridad, han sido traducidos a varios idiomas europeos, como el alemán, el polaco y el sueco. Antes de 2014 y los videojuegos Metro 2033 y Metro: Last Light, no se publicaron libros de la serie en un país en el que el inglés es la lengua predominante.

## Otros medios

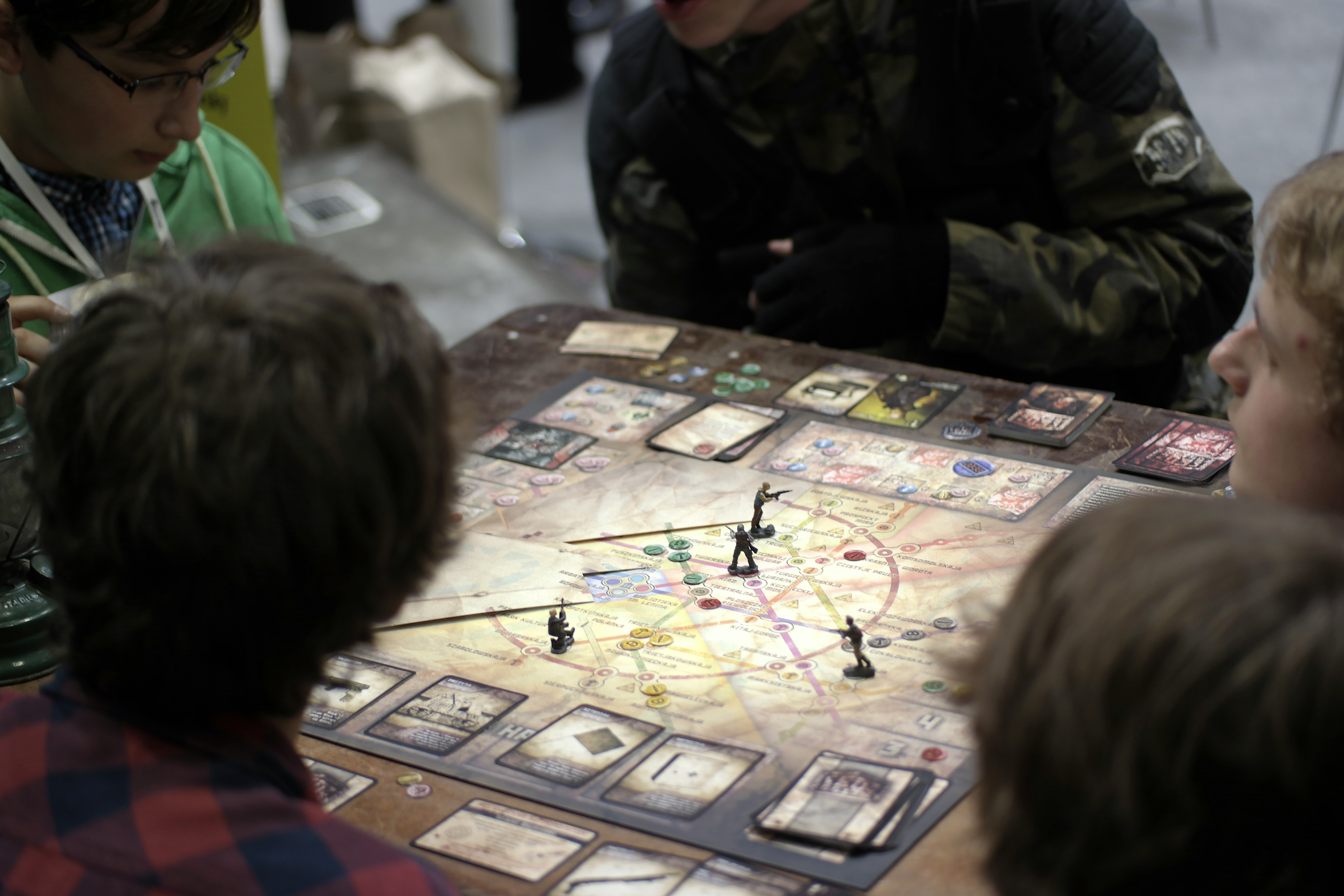
El juego de mesa "Metro 2033"

Una novela gráfica titulada Metro 2033: Britannia Comic Prologue inspirado en el prólogo de la novela Britannia de Metro 2033 se publicó en 2012. La historia fue escrita por Grant McMaster, el autor de la novela y está ilustrada por Benedict Hollis. Está disponible como descarga gratuita y, a diferencia de las novelas, está en inglés en lugar de en ruso.
Un juego de mesa Metro 2033 basado en la novela original fue lanzado en 2011.
En 2012 se confirmó que una compañía de cine de Estados Unidos había comprado los derechos para recrear la trama del libro, no obstante Dmitri no se mostraba muy esperanzado. En marzo de 2016 Glujovski negoció con Michael de Luca, famoso productor de Hollywood, la posibilidad de llevar la novela a la gran pantalla. Según palabras del novelista: "Yo y mi novela hemos estado esperando estos diez años. He sido muy cuidadoso sobre dejar a mi bebé a los productores de Hollywood para cualquier adaptación cinematográfica. Ahora sé que está en buenas manos".
En 2018 se dio a conocer que una adaptación de la saga Metro al cine se encuentra actualmente paralizada. Las razones principales detrás de esa decisión fueron que la producción deseaba trasladar la acción a Estados Unidos, en lugar de la ubicación original en Moscú, Rusia. Debido a esto, el creador de la saga declaró:
(...) Muchas cosas no funcionarían en Washington DC: los nazis no funcionan, los comunistas tampoco y los oscuros, menos. Washington DC es, básicamente, una ciudad negra. Esa no es en absoluto la alusión que querría realizar: Metro 2033 es una metáfora sobre la xenofobia en general, en absoluto un mensaje solo sobre afroamericanos. No funcionaría. 
-La Productora- quería reemplazar a los Oscuros con algún tipo de bestias al azar. Mientras las bestias no parezcan humanas, la historia sobre la xenofobia no funciona, lo cual es muy importante para mí como internacionalista convencido. Lo convirtieron en una cosa muy genérica. (...) Hemos visto la versión estadounidense del apocalipsis muchas veces y la audiencia, al igual que el género, está saturada y no desea ver más sobre ello.